# The Moscow Times
The Moscow Times (TMT) é um jornal on-line independente em inglês e em russo. Foi impresso de 1992 até 2017 e foi distribuído gratuitamente em locais frequentados por turistas e expatriados, como hotéis, cafés, embaixadas e companhias aéreas. O jornal também estava disponível por assinatura e era popular entre cidadãos estrangeiros residentes em Moscovo e russos que falam inglês. Em novembro de 2015, o jornal mudou o seu design e tipo de diário para semanal (lançado todas as quintas-feiras) e aumentou o número de páginas para 24. Tornou-se apenas on-line em julho de 2017.
O jornal publica regularmente artigos de proeminentes jornalistas russos como Yulia Latynina e Ivan Nechepurenko. Alguns correspondentes estrangeiros começaram as suas carreiras neste jornal, incluindo Ellen Barry, que mais tarde se tornou chefe do escritório do The New York Times em Moscovo. O jornal lançou um serviço em língua russa em 2020, no entanto, foi bloqueado na Rússia em 2022 após a invasão da Ucrânia.

## História

### Fundação
Derk Sauer, um editor holandês que viajou para Moscovo em 1989, fez planos para transformar o seu pequeno jornal publicado duas vezes por semana chamado Moscow Guardian em um jornal diário de classe internacional. Ele contratou Meg Bortin para ser a sua primeira editora em maio de 1992, e a equipa editorial usou um quarto no Radisson Slavyanskaya Hotel como sede.
The Moscow Times foi fundado em 1992 por Derk Sauer para chegar a expatriados americanos e europeus que se mudaram para Moscovo após a queda do comunismo. A primeira edição do The Moscow Times foi publicada em março de 1992. Foi o primeiro jornal diário ocidental a ser publicado na Rússia, e rapidamente tornou-se uma "fonte primária de notícias e opinião" citado na Rússia e no Ocidente.
O jornal esteve sediado na antiga sede da Pravda de meados da década de 1990 até 2000. Em 1997, o site moscowtimes.ru foi registado.

### Expansão
Em 2003–2004, o jornal adicionou os apêndices Jobs & Careers e Real Estate e em 2005 os apêndice Moscow Guide (Guia de Moscovo) e Moscow Dining Guide (Guia Gastronómico de Moscovo).
Até 2005, o jornal era propriedade da Independent Media, uma editora registada em Moscovo que também imprime os jornais diários Vedomosti, The St. Petersburg Times (o homólogo do The Moscow Times em São Petersburgo) e versões em língua russa de revistas populares de moda como FHM, Men's Health e Cosmopolitan Russia. Naquele ano, a Independent Media foi adquirida pelo grupo editorial finlandês Sanoma por um valor empresarial de 142 milhões €.
Em 2006, o jornal iniciou uma aliança com o International Herald Tribune, enquanto em 2009 viu o lançamento do site themoscowtimes.com. A primeira edição a cores foi publicada em 2010.
Em 2009, publicou Russia for Beginners: A Foreigner's Guide to Russia (Rússia para Iniciantes: Um Guia de Estrangeiros para a Rússia), escrito por autores estrangeiros que oferecem conselhos baseados nas suas próprias experiências de vida na Rússia. O jornal celebrou o seu 20º aniversário em 2012 com um jantar de gala no hotel Baltschug Kempinski, em Moscovo.

### Desenvolvimentos após 2014
Em janeiro de 2014, anúncios maliciosos no site do jornal redirecionaram os visitantes para uma página de destino do kit de exploit. Em dezembro de 2014, o The Moscow Times foi forçado a ficar offline por dois dias devido a um ataque de negação de serviço distribuído (DDoS). Foi forçado a ficar offline pela segunda vez em fevereiro de 2015 por razões desconhecidas.
Em abril de 2014, o editor-chefe de longa data Andrew McChesney renunciou e foi substituído por Nabi Abdullaev, um ex-repórter, editor de notícias e editor-chefe do The Moscow Times que tinha deixado em 2011 para chefiar o serviço de notícias em língua estrangeira da RIA Novosti. Pouco depois da sua nomeação, Abdullaev argumentou no The Guardian que "o jornalismo tendencioso… rouba ao Ocidente a sua autoridade moral". No outono de 2015, Abdullaev foi removido do seu posto e substituído por Mikhail Fishman, ex-chefe da edição russa da Newsweek.
Em outubro de 2014, o The Moscow Times tomou a decisão de suspender temporariamente os comentários on-line após um aumento no excesso de trolling pró-russo. O jornal disse que desativou os comentários por duas razões — era um inconveniente para os seus leitores, além de ser uma responsabilidade legal, porque sob a lei russa sites são responsáveis por todo o conteúdo, incluindo conteúdo gerado pelo usuário, como comentários.
Em 2014, a publicação irmã The St. Petersburg Times deixou de publicar. Em 2015, Sanoma vendeu a MoscowTimes LLC para Demyan Kudryavtsev, ex-diretor da Kommersant. Em 6 de julho de 2017, foi publicada a última edição impressa do jornal. Em julho de 2017, a edição impressa mudou para a empresa Stichting 2 Oktober, uma fundação sediada nos Países Baixos.
The Moscow Times atualmente pertence a uma empresa de responsabilidade limitada que é 51 % de propriedade de Vladimir Djao, o diretor executivo de uma empresa de catering de companhias aéreas, 30 % de Svetlana Korshunova, diretora geral do jornal, e 19 % de Derk Sauer, o fundador original do jornal. Derk Sauer explicou à Kommersant que isso era apenas para cumprir uma lei russa que proíbe estrangeiros de controlar mais de 20 % de qualquer empresa de mídia com sede na Rússia, uma vez que Sauer é um cidadão holandês. Ele disse ainda que Vladimir Djao é um velho amigo dele, e que "ele não controla a edição, ele é um parceiro".
Após a aprovação de uma lei que restringe a cobertura da invasão da Ucrânia em março de 2022, o The Moscow Times transferiu os seus funcionários para Amesterdão. Em 15 de abril, o Roskomnadzor bloqueou o acesso ao website em russo do The Moscow Times na Rússia depois do jornal ter publicado o que as autoridades chamaram de um relatório falso sobre policiais russos que se recusaram a participar na invasão.

## Publicações separadas e projetos especiais
- Anexos internacionais do The Moscow Times - Rússia-França, Rússia-Finlândia, Rússia-Reino Unido, etc. Essas edições são dedicadas a questões bilaterais de cooperação e promovem o estabelecimento de programas de interação entre os dois países. Eles concentram-se em questões económicas, comerciais e de investimento, bem como em questões interculturais e turísticas.
- Catálogo Imobiliário e Imobiliário Trimestral – edições regulares de negócios especializados sobre o mercado imobiliário[19]
- The Moscow Times Guide – Russia for Beginners, Russia for the Advanced, Dining Guide, Travel Guide, Bar Guide, guias de estilo sazonal, tendências da moda e eventos culturais em Moscovo.[19]
- Conferences: The Moscow Times – local de encontro de investidores, empresários e especialistas russos e estrangeiros na Rússia e no exterior também.[38]
- Em março de 2020, o jornal on-line lançou uma edição em russo.[5]

## Editores-chefes
- Matt Bivens, 1998 até 2001
- Lynn Berry, janeiro de 2001 até junho de 2006[39]
- Andrew McChesney, junho de 2006 até abril de 2014
- Nabi Abdullaev, abril de 2014 até outubro de 2015[40]
- Mikhail Vladimirovich Fishman, novembro de 2015 até julho de 2017[41]
- Eva Hartog, 2017 até 2019[42]